# Donji Nikšić
Donji Nikšić is een plaats in de gemeente Slunj in de Kroatische provincie Karlovac. De plaats telt 243 inwoners (2001).